# Stefania maccullochi
Stefania maccullochi — вид жаб родини американських райок (Hemiphractidae). Описаний у 2023 році.

## Назва
Вид названо на честь канадського герпетолога Росса Дугласа МакКалоха (нар. 1948) за його фундаментальний внесок у систематику й таксономію роду Stefania зокрема, а також у знання про земноводних і рептилій Гаяни взагалі.

## Поширення
Ареал виду обмежений ізольованою популяцією на вершині Вей-Асіпу-тепуї, невеликої настільної гори на кордоні між Гаяною та Бразилією. Площа ареалу становить приблизно 3 км².